# Dasydytes iunctus
Dasydytes iunctus är en djurart som tillhör fylumet bukhårsdjur, och som först beskrevs av A. Greuter 1917. Dasydytes iunctus ingår i släktet Dasydytes och familjen Dasydytidae. Inga underarter finns listade i Catalogue of Life.